# Найко, Владимир Александрович
Влади́мир Алекса́ндрович На́йко (укр. Володимир Олександрович Найко; род. 17 января 1988, Черновцы) — украинский футболист, защитник.

## Биография
Воспитанник буковинского футбола, первый тренер — Алексей Дашкевич. В чемпионате Украины (ДЮФЛ) выступал за команды «Локомотив» (Киев) и «Динамо» (Киев). Первые шаги на профессиональном уровне делал в киевском «Динамо» за третью команду. После футбольного опыта в киевском «Динамо», попал в состав луганской «Зари», где дебютировать за основной состав он не сумел, выступал за команду дублёров и «Зарю-2», которая играла в чемпионате Луганской области.
Большую часть карьеры провел в различных клубах первой и второй лиг украинского футбола. В частности, в таких клубах как «Нафком» (Бровары) и «Нива» (Винница), с которой становился серебряным призёром Второй лиги Украины, в том же сезоне вместе с командой стал единственным обладателем кубка украинской лиги.
Выступал в таких командах, как «Буковина» (Черновцы) и МФК «Николаев». Сезон 2012/13 провел в качестве одного из основных защитников черновицкого клуба, чем помог команде занять 4 место в Первой лиге, которое и-за определённых обстоятельств других команд могло позволить рассчитывать на повышение в классе, однако ФФУ отказало «Буковине» в выступлениях в Премьер-лиге. И в межсезонье следующего сезона в связи с финансовыми трудностями (которые собственно были связаны именно с этим «отказом»), Найко, как и ряд других игроков, покинул родной клуб. Выступая за «Николаев», Найко выходил в 1/8 финала кубка Украины, где победу одержал донецкий «Шахтёр», также будучи игроком «Буковины» в матче 1/16 финала розыгрыша кубка противостоял другому клубу премьер-лиги «Черноморцу» (Одесса). 16 августа 2014 года провел юбилейный 100 матч в первой лиге.
В 2015 году выступал за любительский клуб «Маяк» (Великий Кучуров), с которым становился обладателем кубка и серебряным призёром чемпионата Черновицкой области. В феврале 2016 года вернулся в состав «Буковины», где вскоре стал основным защитником команды. 9 августа 2017 года матч чемпионата Украины, в котором встретились черновицкая «Буковина» и волочисский «Агробизнес» стал для Найко 250 официальным матчем в его профессиональной карьере.
В августе, сентябре и октябре того же года в связи с дисквалификацией, впоследствии и травмой Тараса Сивки, исполнял обязанности капитана, а его команда при этом не пропустила ни одного гола; в скором времени «капитанство» перешло к нему на постоянную основу. По завершении 2017/18 сезона покинул черновицкий клуб. В начале июля 2018 подписал годичный контракт с хорошо знакомым ему клубом «Нива» (Винница), в котором вновь стал основным защитником. Уходя на межсезонье 2018/19 годов команда добилась неплохого результата (котороме собственно поспособствовал и Владимир проведя 14 официальных матчей во всех турнирах) — 4-я позиция в группе, имея наименьший показатель проигранных матчей (3 игры), а в кубке Украины винницкий клуб дошел до 1/16 финала, где уступил в серии послематчевых пенальти.

## Достижения
- Обладатель Кубка украинской лиги: 2009/10
- Серебряный призёр Второй лиги Украины: 2009/10

## Статистика
| Клуб                | Лига         | Сезон   | Чемпионат | Чемпионат | Кубок | Кубок | Дубль | Дубль |
| Клуб                | Лига         | Сезон   | Игры      | Голы      | Игры  | Голы  | Игры  | Голы  |
| ------------------- | ------------ | ------- | --------- | --------- | ----- | ----- | ----- | ----- |
| Динамо-3 (Киев)     | Вторая лига  | 2005/06 | 25        | 0         |       |       |       |       |
| Динамо-3 (Киев)     | Вторая лига  | 2006/07 | 26        | 1         |       |       |       |       |
| Заря (Луганск)      | Премьер-лига | 2007/08 |           |           |       |       | 10    | 0     |
| Нафком (Бровары)    | Вторая лига  | 2007/08 | 7         | 0         |       |       |       |       |
| Нафком (Бровары)    | Вторая лига  | 2008/09 | 28        | 2         | 1     | 0     |       |       |
| Нива (Винница)      | Вторая лига  | 2009/10 | 20        | 2         | 9     | 0     |       |       |
| Нива (Винница)      | Первая лига  | 2010/11 | 29        | 4         | 1     | 0     |       |       |
| Нива (Винница)      | Первая лига  | 2011/12 | 19        | 0         |       |       |       |       |
| Буковина (Черновцы) | Первая лига  | 2011/12 | 10        | 0         |       |       |       |       |
| Буковина (Черновцы) | Первая лига  | 2012/13 | 16        | 0         | 1     | 0     |       |       |
| Николаев            | Первая лига  | 2013/14 | 17        | 0         | 2     | 0     |       |       |
| Буковина (Черновцы) | Первая лига  | 2013/14 | 8         | 1         |       |       |       |       |
| Буковина (Черновцы) | Первая лига  | 2014/15 | 3         | 0         | 1     | 0     |       |       |
| Буковина (Черновцы) | Вторая лига  | 2015/16 | 9         | 0         |       |       |       |       |
| Буковина (Черновцы) | Первая лига  | 2016/17 | 12        | 0         |       |       |       |       |
| Буковина (Черновцы) | Вторая лига  | 2017/18 | 26        | 2         | 1     | 0     |       |       |
| Нива (Винница)      | Вторая лига  | 2018/19 | 12        | 1         | 2     | 0     |       |       |

| Турниры                      | Матчи | Количество забитых мячей |
| ---------------------------- | ----- | ------------------------ |
| Первая лига Украины          | 114   | 5                        |
| Кубок Украины                | 10    | 0                        |
| Вторая лига Украины          | 153   | 8                        |
| Кубок украинской лиги        | 8     | 0                        |
| Молодёжный чемпионат Украины | 10    | 0                        |
| Всего за карьеру             | 295   | 13                       |